# La Lande-de-Lougé

La Lande-de-Lougé este o comună în departamentul Orne, Franța. În 1 ianuarie 2022 avea o populație de 57 de locuitori.